# 佟忠义
佟忠义（1879年—1963年），字良臣，男，满族，河北沧州人，中国武术家，曾任中国武术协会委员。

## 生平
6歲習武。宣统二年（1910年），被任命為清廷禁卫军的武术教官。

## 相關作品
- 電影《百家拳之跤神佟忠义》，2018年9月在沧州市群众艺术馆首映[6]，2020年5月16日在中央电视台电影频道播出[7]。片中由罗立群飾演佟忠义[6]。